# Ivanec Bistranski
Ivanec Bistranski is een plaats in de gemeente Zaprešić in de Kroatische provincie Zagreb. De plaats telt 932 inwoners (2001).